# ۶۹۸ (قمری)
۶۹۸ (قمری)، ششصد و نود و هشتمین سال در گاهشماری هجری قمری است. اول محرم این سال برابر با هشتم اکتبر سال ۱۲۹۸ میلادی است.